# Deutsche Internationale Schule Kapstadt
Die Deutsche Internationale Schule Kapstadt (DSK) liegt am Fuße des 669 m hohen Lion’s Head nahe dem Atlantischen Ozean im westlichen Abschnitt der Innenstadt von Kapstadt in Südafrika.
Sie bezeichnet sich als bilinguale Begegnungsschule. Als Abschlüsse sind Matric und Abitur vorgesehen. Im Januar 2021 hatte die DSK 927 Schüler.

## Geschichte
1875 erfolgte der Kauf eines Grundstücks für den Bau einer Schule durch die St.-Martini-Gemeinde Kapstadt und acht Jahre später erfolgte 1883 die Gründung der Deutschen St.-Martini-Schule. Noch vor dem Ersten Weltkrieg begann die deutsche Reichsregierung Finanzhilfe zu leisten. Nach dem Ende des Kaiserreichs und in der Spätphase der Weimarer Republik wurde 1930 der Deutsche Schulverein Kapstadt zum Träger der Schule.
1961 entschloss sich die Regierung Adenauer zu einem Neubeginn. Zuerst erfolgte die Namensänderung in Deutsche Schule Kapstadt (DSK). Danach begann der Einzug in das größtenteils aus Haushaltsmitteln der Bundesrepublik Deutschland finanzierte neue Gebäude. 1964 absolvierten die ersten Schüler erfolgreich ihre Matricprüfung (südafrikanischer Schulabschluss „Senior Certificate“ nach der zwölften Klasse) an der DSK. 1978 wurde der Arthur-Painczyk-Sportplatz eingeweiht; 1981 erfolgte die Öffnung der DSK für Kinder und Jugendliche aller demografischer Gruppen. Die 1983 erfolgte Eröffnung des neuen Schwimmbads ging einher mit der Feier zum 100-jährigen Bestehen. 1984 begann der Bau der naturwissenschaftlichen Fachräume und 1987 erfolgte die Einführung eines Fremdsprachenzweigs und Beginn der neuen Sekundarstufe.
Die erste Abiturprüfung an der DSK fand 1989 statt. 1992 fand erstmals die Olympiade der Deutschen Schulen im südlichen Afrika an der DSK statt. Zwei Jahre später begann der Bau eines neuen Schülerheims. Verstärkte wirtschaftliche Beziehungen und der Zuzug weiterer Deutscher führte 1995 zur Eröffnung der zweiten Grundschule in Bellville und 1997 zur Eröffnung des Gisela-Lange-Musiksaals und des renovierten Konrad-Taeuber-Saals. 1998 begann der Umzug der Grundschule von Bellville in den Stadtteil Parow. 2003 wurde an der DSK ein zweiter Computerraum eingeweiht; seit 2008 werden in fast allen Klassenzimmern Computer in Verbindung mit Videoprojektor und interaktivem Whiteboard eingesetzt.
2013 wurde ein zusätzliches Gebäude eröffnet, das unter anderem die Bibliothek, ein Amphitheater, einen Multifunktionsraum und mehrere Klassenräume enthält.

## Aufbau der Schule
Das Schuljahr beginnt, wie in Südafrika üblich, etwa am 20. Januar. Im Aufbau entspricht die DSK einer Gesamtschule, wobei das Matric nach zwölf Jahren erreicht wird und das Abitur seit 2009 ebenfalls nach 12 Jahren. Dabei wird versucht, ein dem deutschen Standard entsprechendes Unterrichtsniveau zu gewährleisten. Beim Neuzugang zur Schule im Rahmen der Neuen Sekundarstufe (Eingliederungsprogramm nicht-deutschsprechender Schüler aus dem Großraum Kapstadt in der fünften Klasse) ist ein Bestehen von Eignungsprüfungen in den Fächern Mathematik und Englisch erforderlich.
67 Prozent der Schüler stammen aus Südafrika und 33 Prozent aus deutschsprachigen Ländern.